# 玄波
玄波（ヒョン・パ、현파、1920年 - 1950年8月20日）は、朝鮮半島の独立運動家、朝鮮民主主義人民共和国の軍人。

## 経歴
1920年、平安北道楚山郡に生まれる。日本留学中に中国へ亡命、抗日軍政大学在学時に日本が降伏した。朝鮮義勇軍第1支隊に所属し東北へ進出、南満の磐石、輝南地区において韓璟とともに募兵を行った。第1支隊第3団参謀長を経て、1948年12月、中国人民解放軍東北軍区第166師第498団参謀長。入北後は朝鮮人民軍第6師団第15連隊参謀長（中佐）。1950年春、人事異動により2階級昇進し、第2師団参謀長（総佐）。朝鮮戦争の開戦前日にあたる6月24日、第2師団指令第15号を発し、19時00分までに夕食を完了、完全戦闘準備を行うこと、19時00分から20時30分まで中隊別軍務者動員大会を実施し戦闘準備状態を検閲すること、韓国軍に対する出攻線を占領し徹底した偽装を行うことなどを指示した。8月20日、洛東江渡河作戦中に空襲により戦死した。

## その他
朱栄福は、第2師団自走砲大隊長の名を玄波としている。本名は玄文政で、太平洋戦争中にソ連へ亡命し解放後帰朝したという。鹵獲文書「第262軍部隊勲章上申書」によれば自走砲大隊長は玄哲である。

## 参考資料
- 朱栄福『朝鮮戦争の真実：元人民軍工兵将校の手記』悠思社、1992年。ISBN 4946424350。
- 국방부 군사편찬연구소『6⋅25전쟁사 2 북한의 전면남침과 초기 방어전투』（PDF）국방부 군사편찬연구소、2005年。2020年9月17日閲覧。
- 김중생『조선의용군의 밀입북과 6.25전쟁』명지출판사、2000年。ISBN 8931107447。
- 김선호『조선인민군 : 북한 무력의 형성과 유일체제의 기원』한양대학교 출판부、2020年。ISBN 9788972186809。